# Barakah
Pour les articles homonymes, voir Baraka.
Barakah, ou baraka, est un mot arabe (بركة, transcrit barakah) qui signifie, principalement, « sagesse » ou « bénédiction ».

## Linguistique du terme
Le mot attesté en français par écrit en 1903 signifie la faveur divine qui donne de la chance à l'Homme. Il entre dans le français courant après 1920, en sortant de son cantonnement précédent au registre du monde méditerranéen. Différent du sens noble de la racine sémitique brk, qui peut aussi impliquer une posture de prière et/ou d'agenouillement, le mot indique alors familièrement une chance remarquable ou exceptionnelle (qui peut être due ou non à une protection divine ou surnaturelle).

## Argot français
Il faut aussi préciser que le français populaire a pu être influencé par une variété ancienne d'argot, assimilant le mot par métaplasme de bagarre. Ainsi, sans évoquer une quelconque chance, sagesse ou bénédiction, l'expression populaire avoir la baraka signifiait être assuré de sa force (mode calme), être potentiellement ou volontairement un vrai combattant (mode agressif ou furieux), tel celui qui a la bagarre dans le sang. Il n'est pas impossible que l'adjectif baraqué, au sens de « costaud, résistant, bien bâti », appartenant au même registre de langue, ait influencé cette évolution.[réf. souhaitée]

## Catalan, espagnol ou portugais
Pour les patronymes et acceptations autres que les toponymes (influencés par le catalan, l'espagnol ou le portugais, via le latin médiéval baraca, petite casa, maison ou baraque), il est possible de choisir un des sens exposés ci-dessus.

## Arménien
Le mot est passé dans la langue arménienne depuis très longtemps, sous la forme Բարաքյաթ (barakyat), et il s'utilise avant un long voyage ou une lourde épreuve. Le mot est souvent accompagné d'un signe de croix.

## Autre sens: mystérieux, surnaturel
Suite du sens religieux du terme, la baraka est présentée parfois comme ayant le sens de quelque chose de merveilleux, de mystérieux, d'inexplicable et de surnaturel. C'est en ce sens qu'est utilisé un dicton populaire introduit par les francophones d'origine arabo-maghrébine : lorsque la cause d'un événement apparaît comme étant évidente, on dit « il n'y a pas de baraka » (littéralement « il n'y a pas de mystère »).[réf. souhaitée]